# Telaranea murphyae
Telaranea murphyae là một loài Rêu trong họ Lepidoziaceae. Loài này được Paton mô tả khoa học đầu tiên năm 1965.